# Protein-Muster-Diagnostik
Die Protein-Muster-Diagnostik (Synonym: Proteom-Analyse) ist ein nicht etabliertes, neues, nicht-invasives Diagnoseverfahren in der Medizin. Mit Hilfe von Kapillarelektrophorese gekoppelt mit Massenspektrometrie (CE-MS-Technologie) wird aus Urin und auch aus Blutplasma ein Proteom-Muster erstellt. Hiermit können krankheitsspezifische Veränderungen von Polypeptiden erkannt und als diagnostische Biomarker bewertet werden. Die Sensitivität der Untersuchung liegt mit über 90 % und die Spezifität mit 80–90 % recht hoch.
Es stehen Testsysteme für Urindiagnostik für folgende Krankheiten zur Verfügung:
- Prostatakrebs[3][4]
- Blasenkrebs[5][6][7]
- chronische Nierenerkrankungen (Abgrenzung von Minimal Change Disease (MCD), Membranöser Glomerulonephritis (MNGN), Fokal-segmentaler Glomerulosklerose (FSGS), Immunglobulin-A-Nephropathie (IgA-Nephropathie), Lupus-Nephritis (SLE), Vaskulärer Nephropathien), diabetischer Nephropathie[8][9][10][11][12][13]
- Arteriosklerose[14][15][16][17]

Die Diagnosemethode ist derzeit nicht gängige klinische Praxis. Die Kosten werden nicht von den gesetzlichen Krankenversicherungen übernommen.